# San Mateo (canton)
Pour les articles homonymes, voir San Mateo et Mateo (homonymie).
San Mateo est un canton (deuxième échelon administratif) de la province de Alajuela au Costa Rica.